# 橙色淨口蘚
橙色淨口蘚（学名：Gymnostomum aurantiacum）为叢蘚科淨口蘚屬下的一个种。